# 纤齿枸骨
纤齿枸骨（学名：Ilex ciliospinosa）是冬青科冬青属的植物，是中国的特有植物。分布在中国大陆的西藏、云南、湖北、四川等地，生长于海拔1,500米至3,100米的地区，见于冷杉林下、山坡杂木林、云杉和路旁，目前尚未由人工引种栽培。

## 别名
睫刺冬青（峨眉植物图志），毛刺冬青（拉汉种子植物名称），纤刺枸骨（云南种子植物名录）